# Belleair
Belleair és una població dels Estats Units a l'estat de Florida. Segons el cens del 2000 tenia 4.067 habitants.

## Demografia
Segons el cens del 2000, Belleair tenia 4.067 habitants, 1.973 habitatges, i 1.225 famílies. La densitat de població era de 877,2 habitants per km².
Dels 1.973 habitatges en un 17,9% hi vivien nens de menys de 18 anys, en un 55,1% hi vivien parelles casades, en un 5,4% dones solteres, i en un 37,9% no eren unitats familiars. En el 34,2% dels habitatges hi vivien persones soles el 21,3% de les quals corresponia a persones de 65 anys o més que vivien soles. El nombre mitjà de persones vivint en cada habitatge era de 2,04 i el nombre mitjà de persones que vivien en cada família era de 2,58.
Per edats la població es repartia de la següent manera: un 16,2% tenia menys de 18 anys, un 2,5% entre 18 i 24, un 20,1% entre 25 i 44, un 28,5% de 45 a 60 i un 32,6% 65 anys o més.
L'edat mediana era de 53 anys. Per cada 100 dones de 18 o més anys hi havia 79,1 homes.
La renda mediana per habitatge era de 63.267 $ i la renda mediana per família de 96.400 $. Els homes tenien una renda mediana de 61.548 $ mentre que les dones 31.313 $. La renda per capita de la població era de 59.164 $. Entorn de l'1,4% de les famílies i el 4% de la població estaven per davall del llindar de pobresa.

## Poblacions més properes
El següent diagrama mostra les poblacions més properes.